# ペリメニ

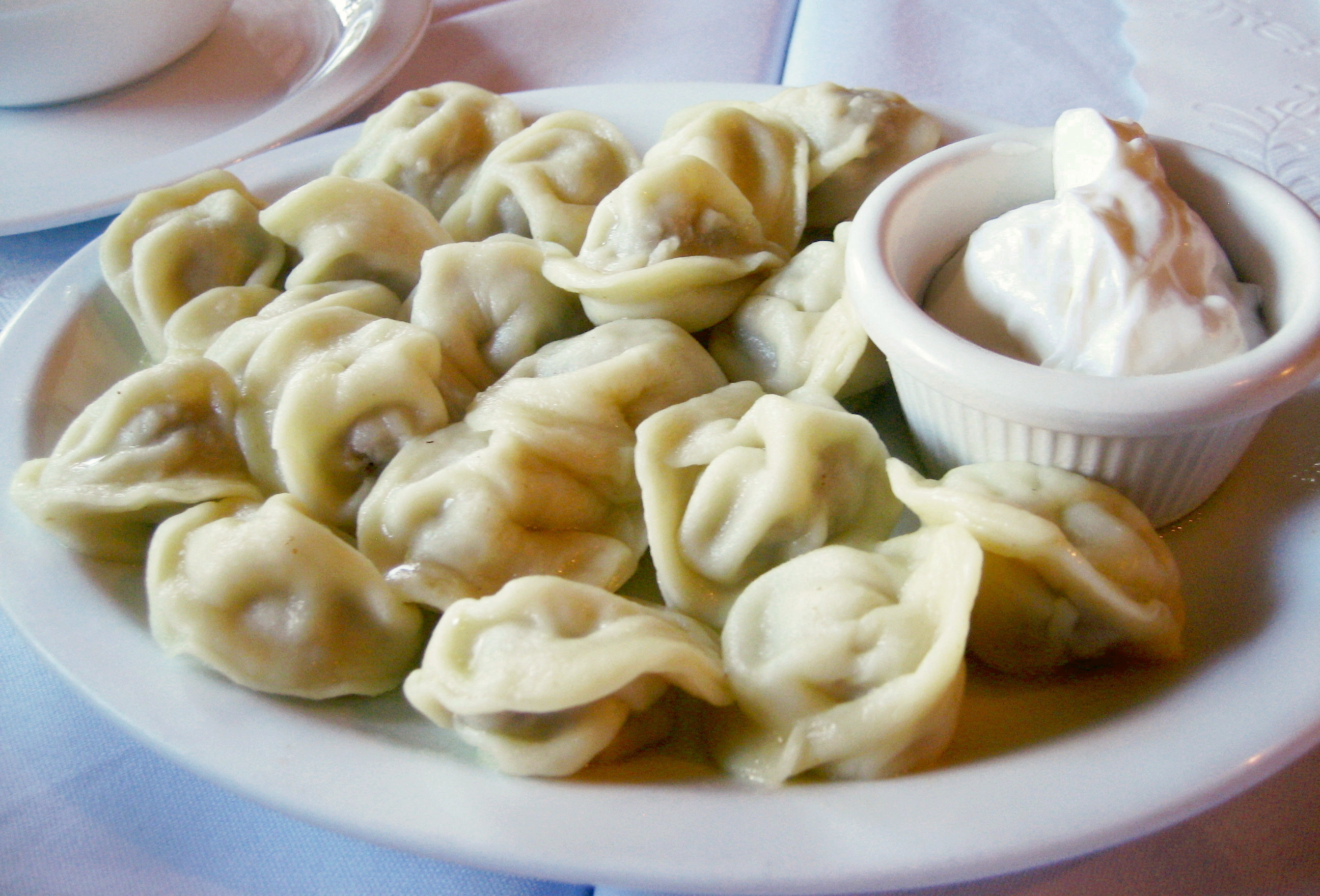
ペリメニ

ペリメニ（ロシア語：пельмени（複）[pʲɪlʲˈmʲenʲɪ] ( 音声ファイル)、пельмень（単）[pʲɪlʲˈmʲenʲ] ( 音声ファイル)、ベラルーシ語：пяльмені、タタール語：pilmän(när)/пилмән(нәр),ウドムルト語とコミ語：пельнянь)とは、小麦粉と卵をぬるま湯（または牛乳）で練って作った薄い生地に、細かくひいた肉や野菜を包み茹でて食す、ロシア料理の一つ。ダンプリングの一種。

## 概要
大型小売店でペリメニの冷凍食品販売、外食店の食事などロシアで身近な料理である。冷凍製品のペリメニは工場で生産され、多くはアリエンティ&カッタネオ、イマ、オストーニ、 ツァンボーニのようなイタリアの会社によって作られている。このペリメニはパスタを造るのに使う機械で作られ、通常一つ約15グラムで、大きいトルテッリーニのような見た目をしている。
ペリメニと他のダンプリングとの主な違いは形と大きさにあり、一般的なペリメニは、概ね球状で、直径2-3センチメートルであるのに対して、他のダンプリングは殆どが通常縦長で大きいものになっている。また、ペリメニ用の生地はピエロギやヴァレーヌィクと比べて非常に薄く、皮の量に比べて多めに具を詰める点が異なる。また、ペリメニはピエロギやヴァレーヌィクと違い、甘いデザートとして食べることはない。
現代のロシアとベラルーシでは、市販のペリメニは学生に好まれるファーストフードに近い食事である。アメリカ合衆国とカナダでは、形や大きさ、内容物に関係なくこのような料理をピエロギと呼ぶことが多い。

## 食事

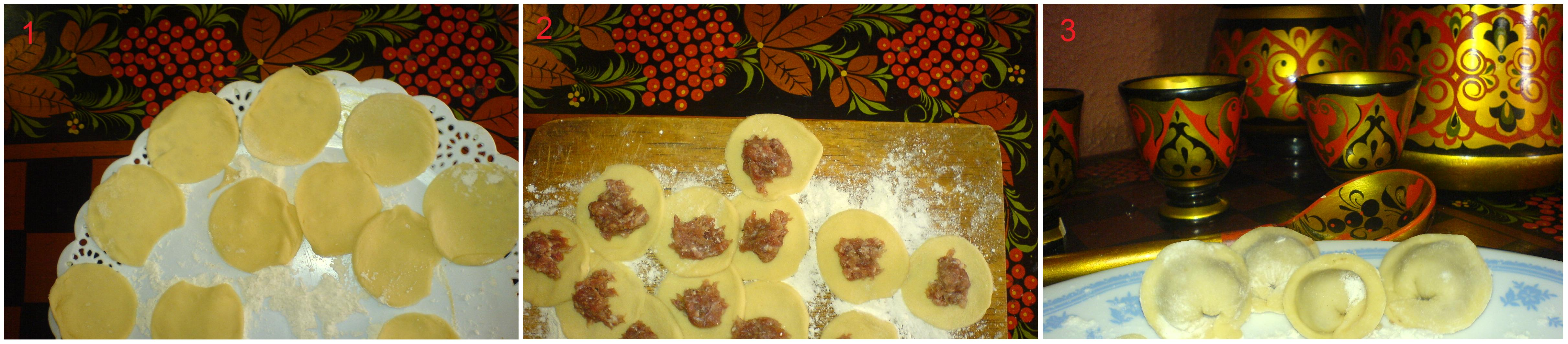
ペリメニの製法

### 調理法
ペリメニは通常冷凍しておき、食べる直前に熱湯や煮立ったブイヨンに入れ、ペリメニが浮かんできてからさらに4 - 6分茹でる。中身の具は牛肉か豚肉、ラム(子羊肉)などの肉類を使い、塩・胡椒、タマネギを加えて調味するのが一般的である。伝統的なウラル地方の料理法は、牛肉45％、子羊肉35％、豚肉20％を混合する。地方によっては肉の代わりに魚肉やキノコ、カブ、ザワークラウトを詰めることもある。ウラル地方では熱湯で茹でるが、シベリアではブイヨンで茹でる。

### 食べ方
食べる際は香辛料やクリーム類など添え物をし、ロシアのヨーロッパ方面ではバターやスメタナ（サワークリーム）が好まれ、シベリア方面ではからしや酢が好まれている。茹でたペリメニを黄金色になるまで揚げたり、コンソメ状のスープの具材に用い、スープとしての食べ方もある。

## 歴史

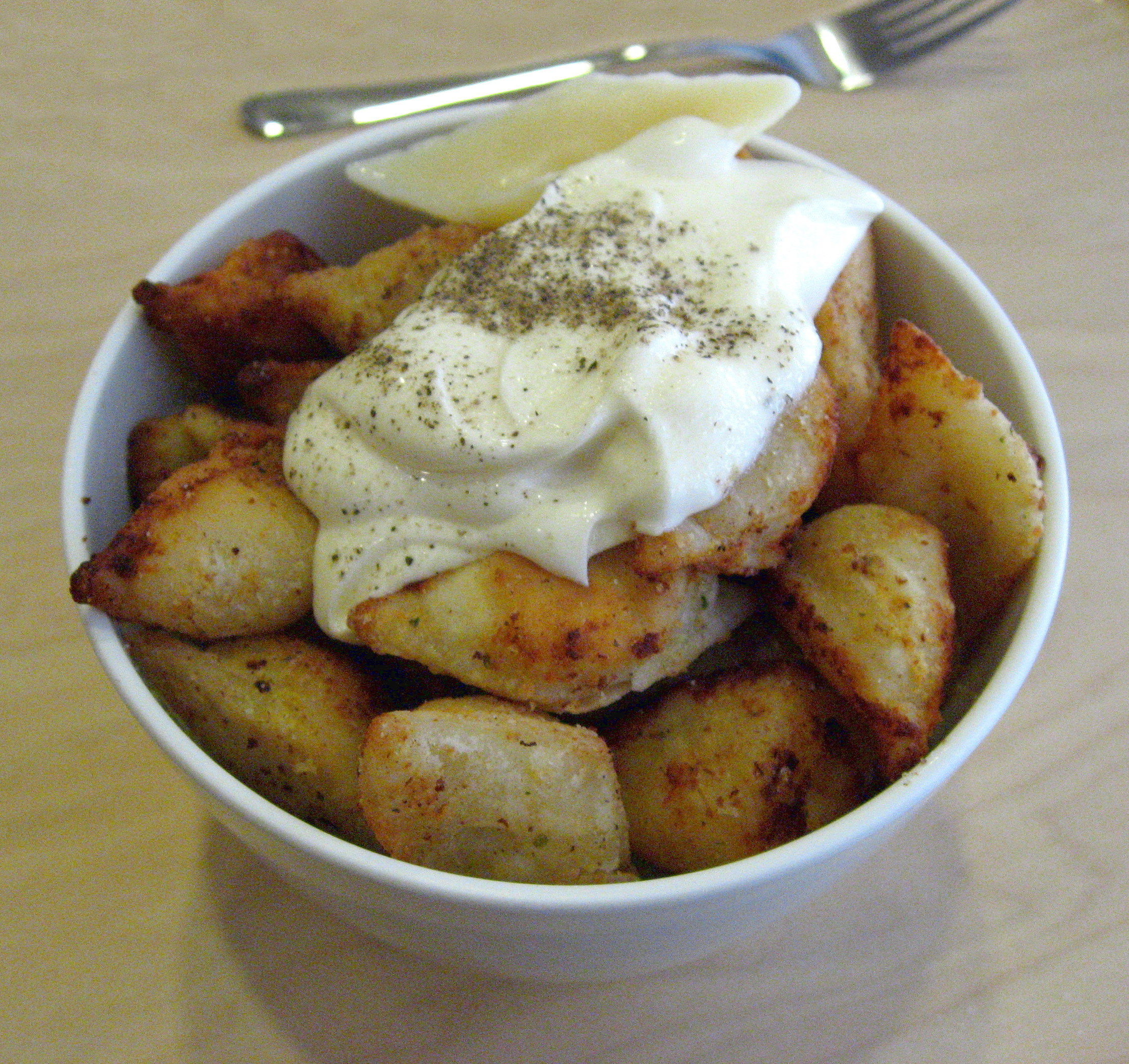
ラトビアの揚げペリメニ

ペリメニの語源はフィン・ウゴル語派のコミ語やウドムルト語で「耳パン」を意味するペリニャニ（pel'nyan'/пельнянь）である。
ウドムルト共和国は「ペリメニの本場」という名称の取得を追求して、2015年から始めて毎年祝される「世界ペリメニの日」の開催地である。
ロシアは多民族が住む地域であり過去何世紀にかけて文化と共存してきた経緯から、近隣諸国から伝わり定着しロシア料理となったものがある。本項のペリメニも元来はフィン・ウゴル語派民族の料理だったが、現在はロシア料理と見なされている。また、ロシアの麺類もテュルク系民族から伝わったとされる。
タタール料理にはペリメニに似たピルメン（Pilmän）があり、コンソメ状のスープに入れて食べる。また、ポーランドやウクライナには、ペリメニと似て「小さな耳」という名のウシュカ（uszka）がある。ペリメニは餃子にも似ており、ポーランドのピエロギやウクライナのヴァレーヌィクと密接な関係があるとされる。